# Кшепиці
Кшепиці (пол. Krzepice, нім. Kschepitz) — місто в південній Польщі, на річці Лісварта.
Належить до Клобуцького повіту Сілезького воєводства.

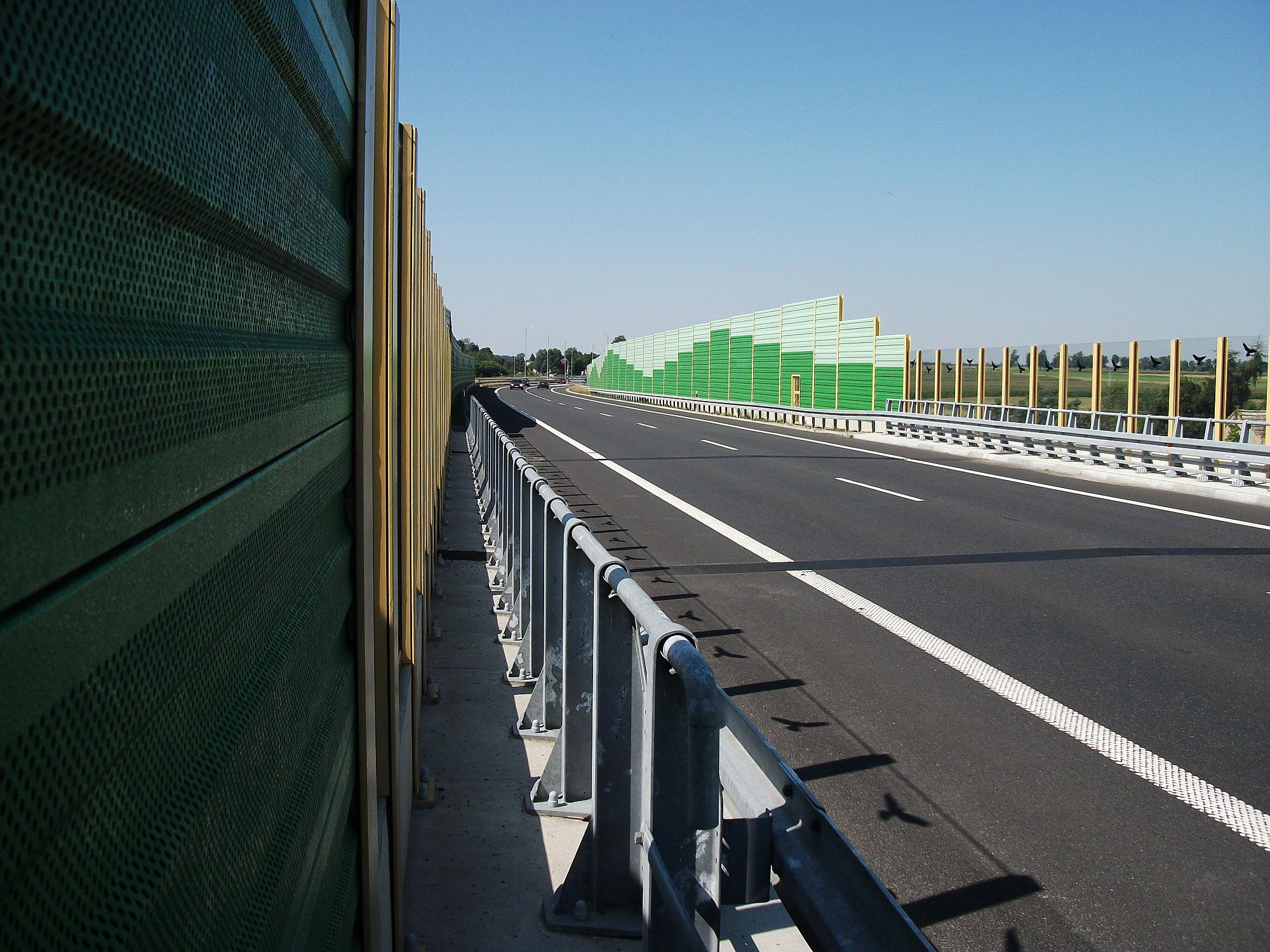
Кшепіце. Кільцева автодорога, крайова дорога 43 (Велюнь—Ченстохова)

## Демографія
Демографічна структура станом на 31 березня 2011 року:
|          | Загалом | Допрацездатний вік | Працездатний вік | Постпрацездатний вік |
| -------- | ------- | ------------------ | ---------------- | -------------------- |
| Чоловіки | 2211    | 405                | 1540             | 266                  |
| Жінки    | 2302    | 399                | 1357             | 546                  |
| Разом    | 4513    | 804                | 2897             | 812                  |

## Українські акценти
В місті з 1965 р. мешкав зі своєю родиною український літератор, дисидент та один з засновників Клубу українських юристів при Головній раді Об’єднання українців в Польщі Степан Павлище. В міській школі викладала хімію його Дружина Лора Павлище (з Києва) яка є автором наоваторських підходів з викладання цього предмету.
Степан Павлище помер 24 вересня 1993 р. після важкої хвороби у віці 52 років. Його велелюдне поховання запам'яталося мешканцям міста. Похований Степан Павлище на цвинтарі в Кшепицях – сектор 3. Приблизні координати поховання – 50.969980, 18.733576.